# Blackfalds
Blackfalds är en ort i Kanada.   Den ligger i provinsen Alberta, i den centrala delen av landet, 2 900 km väster om huvudstaden Ottawa. Blackfalds ligger 876 meter över havet och antalet invånare är 3 198.
Terrängen runt Blackfalds är platt, och sluttar österut. Närmaste större samhälle är Red Deer, 13,0 km söder om Blackfalds.
Trakten runt Blackfalds består till största delen av jordbruksmark. Runt Blackfalds är det mycket glesbefolkat, med 4 invånare per kvadratkilometer.